# Liga del Fútbol Profesional Boliviano
La Liga del Fútbol Profesional Boliviano (LFPB) fue una asociación civil encargada de la organización y desenvolvimiento del campeonato de Primera División del fútbol boliviano desde la temporada 1977 hasta la de 2016-17. Desde 1979 organizó también la Copa Liga, el Torneo de Play Off y el Torneo de Invierno.
Estaba ligada contractualmente a la Federación Boliviana de Fútbol, y se manejaba con autonomía y con su propio estatuto.
La LFPB fue el tercer ciclo del fútbol profesional boliviano y se disolvió en abril de 2018 para dar paso a la División Profesional organizada por la Federación Boliviana de Fútbol.

## Historia

### Fundación
La Liga del Fútbol Profesional Boliviano (LFPB) fue fundada el 16 de agosto de 1991 (aunque el acto protocolar se llevó a cabo el 23 de agosto) por 16 clubes de fútbol de 7 departamentos de Bolivia que se separaron de sus respectivas Asociaciones de Fútbol y crearon unilateralmente la Liga del Fútbol Profesional Boliviano, restándole poder a la Federación Boliviana de Fútbol, quien organizaba los torneos hasta 1976. El primer torneo oficial de la Liga se disputó del 17 de septiembre de 1977 al 29 de marzo de 1978. No fueron tomados en cuenta Tarija ni Pando.
La declaración constitutiva de los 16 clubes decía:
Entre 1950 y 1976, las asociaciones establecidas en las capitales departamentales se encargaban de organizar sus torneos locales. Campeón y subcampeón, además del tercero en algunas temporadas, se clasificaban al Campeonato Nacional Simón Bolívar que comenzaba a mediados de octubre y terminaba cerca de fin de año, con la clasificación de los representantes bolivianos a la Copa Libertadores de América.

#### Clubes fundadores 1977
Los clubes fundadores de la Liga del Fútbol Profesional Boliviano fueron: 
| Equipo                                             | Fundación               | Ciudad                  | Departamento |
| -------------------------------------------------- | ----------------------- | ----------------------- | ------------ |
| 20 de Agosto                                       | 20 de agosto            | Trinidad                | Beni         |
| Always Ready                                       | 13 de abril de 1933     | La Paz                  | La Paz       |
| Aurora                                             | 27 de mayo de 1935      | Cochabamba              | Cochabamba   |
| Bata                                               | 20 de octubre de 1941   | Quillacollo             | Cochabamba   |
| Blooming                                           | 1 de mayo de 1946       | Santa Cruz de la Sierra | Santa Cruz   |
| Bolívar                                            | 12 de abril de 1925     | La Paz                  | La Paz       |
| Archivo:Guabira.png Guabirá                        | 14 de abril de 1962     | Montero                 | Santa Cruz   |
| Independiente Unificada                            | 1 de abril de 1926      | Potosí                  | Potosí       |
| Archivo:Escudo Wilstermann-1.png Jorge Wilstermann | 24 de noviembre de 1949 | Cochabamba              | Cochabamba   |
| Municipal                                          | 20 de octubre de 1944   | La Paz                  | La Paz       |
| Archivo:CD Oriente Petrolero.png Oriente Petrolero | 5 de noviembre de 1955  | Santa Cruz de la Sierra | Santa Cruz   |
| Petrolero                                          | 16 de abril de 1950     | Cochabamba              | Cochabamba   |
| Archivo:Real Santa Cruz.png Real Santa Cruz        | 2 de mayo de 1962       | Santa Cruz de la Sierra | Santa Cruz   |
| San José                                           | 19 de marzo de 1942     | Oruro                   | Oruro        |
| Stormers                                           | 25 de enero de 1914     | Sucre                   | Chuquisaca   |
| The Strongest                                      | 8 de abril de 1908      | La Paz                  | La Paz       |

#### Equipos de la última Temporada 2016/17
| Equipo                                             | Fundación               | Ciudad                  | Departamento |
| -------------------------------------------------- | ----------------------- | ----------------------- | ------------ |
| Blooming                                           | 1 de mayo de 1946       | Santa Cruz de la Sierra | Santa Cruz   |
| Bolívar                                            | 12 de abril de 1925     | La Paz                  | La Paz       |
| Archivo:Guabira.png Guabirá                        | 14 de abril de 1962     | Montero                 | Santa Cruz   |
| Archivo:Escudo Wilstermann-1.png Jorge Wilstermann | 24 de noviembre de 1949 | Cochabamba              | Cochabamba   |
| Nacional Potosí                                    | 8 de abril de 1942      | Potosí                  | Potosí       |
| Archivo:CD Oriente Petrolero.png Oriente Petrolero | 5 de noviembre de 1955  | Santa Cruz de la Sierra | Santa Cruz   |
| Petrolero                                          | 4 de septiembre de 2000 | Yacuiba                 | Tarija       |
| Archivo:Real-Potosi-Escudo-Oficial.png Real Potosí | 1 de abril de 1986      | Potosí                  | Potosí       |
| San José                                           | 19 de marzo de 1942     | Oruro                   | Oruro        |
| Sport Boys                                         | 17 de agosto de 1954    | Warnes                  | Santa Cruz   |
| The Strongest                                      | 8 de abril de 1908      | La Paz                  | La Paz       |
| Universitario de Sucre                             | 5 de abril de 1961      | Sucre                   | Chuquisaca   |

## Disolución
En 2017, la FIFA aprueba los nuevos estatutos de la Federación Boliviana de Fútbol, para que sea está la máxima institución donde se organicen los campeonatos nacionales a través de sus dos divisiones; la División Profesional (Ex-Liga) y la División Aficionados (Ex-ANF). En abril de 2018 la FBF entra en posesión y administración de los bienes inmuebles de la Liga concluyendo de esta forma la Liga como institución.

## Formato
El formato del campeonato ha cambiado a través de los años. Comenzando en 1977, la liga tenía 16 equipos separados en dos series, jugando de febrero a diciembre. A partir de 1991 esto cambió y se organizó una liga con 12 equipos jugando dos torneos al año (Apertura y Clausura), cuyos ganadores disputaban el título de Campeón Nacional. Sin embargo, a partir de 2003 se dejó de jugar la final anual y los ganadores de ambos torneos Apertura y Clausura son considerados Campeones Nacionales. En 2005 se introdujo otro cambio, cuando los equipos decidieron adoptar el calendario oficial de la FIFA jugando la temporada desde agosto hasta junio en vez de febrero a diciembre. Sin embargo, este cambio duró solo una temporada (2005/06) y en 2007 se volvió al formato de febrero a diciembre. Nuevamente en 2011, la Liga se adecuó al calendario FIFA hasta 2016/17, cuando la CONMEBOL decidió disputar la Libertadores y la Sudamericana en calendario natural y de forma paralela (febrero a noviembre). A partir de 2018 la temporada se desarrollara dentro del año natural.
Bolivia cuenta con 2 cupos a fase de grupos, 1 a primera y 1 a segunda fase previa de la Copa CONMEBOL Libertadores, y 4 cupos a Copa CONMEBOL Sudamericana. Los campeones de cada torneo tienen acceso a la fase de grupos de la Libertadores del año siguiente, y los restantes cupos de Libertadores y los de Sudamericana son distribuidos a los equipos sin premio mejor ubicados en una tabla general, sumatorias de ambos torneos.
Al final de cada temporada anual, el peor equipo de la tabla de punto promedio desciende a su respectiva asociación departamental y es reemplazado por el equipo campeón de la Copa Simón Bolívar. A su vez, el segundo peor equipo de la tabla de punto promedio juega una serie contra el subcampeón de la Copa Simón Bolívar por el derecho de permanecer (o ascender, según el caso) en la LFPB.
Los clubes afiliados a la LFPB tienen la obligación de participar en todos los partidos de los Campeonatos convocados por LFPB. Aquellos que no lo hagan perderán su afiliación a la entidad. Esta determinación es independiente a la descalificación descenso de clubes motivada por otras razones Estatutarias, Reglamentarias o por efecto de la Convocatoria anual.
Desde el momento en que se aprueben los fixtures, en la fecha y números de partidos establecidos en los mismos, no podrán ser alterados ni modificados en la cantidad de partidos ni en el orden establecido.
Ningún jugador podrá actuar en dos o más clubes dentro de una misma temporada. Se entiende por actuación de un jugador, el ingreso de este al campo de juego en cualquier momento de un partido, así sea por un tiempo mínimo.
Los encuentros de los diferentes campeonatos organizados por la LFPB serán controlados por árbitros designados por el Comité Superior de Árbitros de la FBF.

## Premios y descensos

### Premios
El equipo campeón del torneo apertura obtendrá la clasificación a la Copa Libertadores como Bolivia 1 y el campeón del torneo clausura obtendrá la clasificación a la Copa Libertadores como Bolivia 2.
En caso de que el mismo equipo gane el torneo Apertura y Clausura Clasificará a la Copa Libertadores como Bolivia 1 y a la Copa Sudamericana como Bolivia 1.
Los cupos como Bolivia 3 a la Copa Libertadores y Bolivia 1, 2, 3, 4 a la Copa Sudamericana se definirán mediante una tabla anual.

### Descensos
Al final de cada temporada anual, el equipo con menor punto promedio de la tabla desciende a su Asociación departamental y es reemplazado por el equipo campeón de la Copa Simón Bolívar. El penúltimo de la tabla juega partidos de promoción contra el subcampeón de la Copa Simón Bolívar, por el derecho de permanecer (o ascender, según el caso) en la LFPB.

## Clasificación histórica
El presente anexo detalla la clasificación histórica de la Liga de Fútbol Profesional Boliviano desde su primer campeonato en 1977 hasta el último torneo disputado en la temporada 2016-17.
Se cuentan 3 puntos por partido ganado, 1 punto por partido empatado y 0 por partido perdido, sin incluir puntos de bonificación en torneos específicos. No incluye torneos play-offs.
| Pos. | Equipos                                            | Temp. | Camp. | Subcamp. | PJ   | PG  | PE  | PP  | GF   | GC   | Dif   | Pts. | Efectividad |
| ---- | -------------------------------------------------- | ----- | ----- | -------- | ---- | --- | --- | --- | ---- | ---- | ----- | ---- | ----------- |
| 1.   | Bolívar                                            | 40    | 23    | 11       | 1643 | 888 | 365 | 390 | 3403 | 1860 | +1543 | 3029 | 61.5%       |
| 2.   | The Strongest                                      | 40    | 13    | 10       | 1604 | 786 | 361 | 457 | 3028 | 2034 | +994  | 2719 | 56.5%       |
| 3.   | Archivo:CD Oriente Petrolero.png Oriente Petrolero | 40    | 5     | 13       | 1625 | 753 | 387 | 485 | 2789 | 2150 | +639  | 2646 | 54.3%       |
| 4.   | Blooming                                           | 39    | 5     | 3        | 1534 | 672 | 323 | 539 | 2523 | 2218 | +305  | 2339 | 50.8%       |
| 5.   | Archivo:Escudo Wilstermann-1.png Wilstermann       | 39    | 8     | 5        | 1445 | 614 | 353 | 478 | 2254 | 1920 | +387  | 2192 | 50.6%       |
| 6.   | San José                                           | 39    | 2     | 5        | 1376 | 536 | 328 | 512 | 2181 | 2077 | +104  | 1936 | 46.9%       |
| 7.   | Archivo:Real-Potosi-Escudo-Oficial.png Real Potosí | 20    | 1     | 4        | 875  | 352 | 181 | 342 | 1418 | 1385 | +33   | 1237 | 47.1%       |
| 8.   | Archivo:Guabira.png Guabirá                        | 24    | 1     | 1        | 851  | 278 | 188 | 385 | 1129 | 1483 | -354  | 1022 | 40.0%       |
| 9.   | Archivo:Real Santa Cruz.png Real Santa Cruz        | 25    | 0     | 0        | 777  | 244 | 177 | 356 | 982  | 1333 | -351  | 909  | 39.0%       |
| 10.  | Aurora                                             | 23    | 1     | 1        | 761  | 235 | 183 | 343 | 1085 | 1304 | -219  | 888  | 38.9%       |
| 11.  | Universitario de Sucre                             | 15    | 2     | 1        | 512  | 224 | 147 | 241 | 824  | 893  | -69   | 829  | 54.0%       |
| 12.  | Independiente Petrolero                            | 17    | 0     | 0        | 576  | 180 | 143 | 253 | 769  | 1035 | -266  | 683  | 39.5%       |
| 13.  | Destroyers                                         | 18    | 0     | 0        | 563  | 182 | 129 | 252 | 761  | 957  | -196  | 675  | 40.0%       |
| 14.  | Petrolero de Cochabamba (desaparecido)             | 15    | 0     | 0        | 418  | 163 | 102 | 153 | 653  | 659  | -6    | 591  | 47.1%       |
| 15.  | La Paz (desaparecido)                              | 9     | 0     | 2        | 380  | 121 | 83  | 176 | 524  | 638  | -114  | 446  | 39.1%       |
| 16.  | Nacional Potosí                                    | 7     | 0     | 0        | 290  | 108 | 75  | 149 | 465  | 527  | -62   | 399  | 45.9%       |
| 17.  | Ciclón                                             | 11    | 0     | 0        | 345  | 99  | 80  | 166 | 402  | 570  | -168  | 377  | 36.4%       |
| 18.  | Unión Central                                      | 8     | 0     | 0        | 320  | 100 | 75  | 145 | 380  | 532  | -152  | 375  | 39.1%       |
| 19.  | Municipal de La Paz                                | 11    | 0     | 0        | 292  | 85  | 61  | 146 | 446  | 592  | -146  | 316  | 36.1%       |
| 20.  | Chaco Petrolero                                    | 11    | 0     | 0        | 312  | 79  | 56  | 177 | 384  | 648  | -264  | 293  | 31.3%       |
| 21.  | Always Ready                                       | 10    | 0     | 0        | 258  | 70  | 68  | 120 | 331  | 478  | -147  | 278  | 35.9%       |
| 22.  | Litoral de La Paz                                  | 6     | 0     | 0        | 181  | 72  | 39  | 70  | 265  | 248  | +17   | 255  | 47.0%       |
| 23.  | Sport Boys Warnes                                  | 4     | 1     | 0        | 198  | 59  | 58  | 81  | 240  | 296  | -56   | 235  | 39.6%       |
| 24.  | Real Mamoré                                        | 5     | 0     | 0        | 218  | 65  | 36  | 117 | 250  | 432  | -182  | 231  | 35.3%       |
| 25.  | Petrolero de Yacuiba                               | 4     | 0     | 0        | 198  | 54  | 53  | 91  | 226  | 295  | -69   | 205  | 34.5%       |
| 26.  | Iberoamericana                                     | 5     | 0     | 0        | 185  | 53  | 30  | 102 | 229  | 357  | -128  | 189  | 34.1%       |
| 27.  | Independiente Unificada                            | 6     | 0     | 0        | 149  | 44  | 35  | 70  | 191  | 301  | -110  | 167  | 37.4%       |
| 28.  | Mariscal Braun                                     | 3     | 0     | 0        | 128  | 39  | 21  | 68  | 166  | 230  | -65   | 135  | 35.2%       |
| 29.  | Stormers                                           | 6     | 0     | 0        | 140  | 28  | 33  | 79  | 153  | 318  | -165  | 117  | 27.9%       |
| 30.  | Bata de Quillacollo                                | 3     | 0     | 0        | 88   | 32  | 15  | 41  | 142  | 148  | -6    | 111  | 42.0%       |
| 31.  | Orcobol FC                                         | 2     | 0     | 0        | 66   | 19  | 12  | 35  | 75   | 123  | -48   | 69   | 34.8%       |
| 32.  | Universitario de Potosí                            | 2     | 0     | 0        | 50   | 13  | 14  | 23  | 64   | 94   | -30   | 53   | 35.3%       |
| 33.  | Atlético Pompeya                                   | 1     | 0     | 0        | 44   | 11  | 6   | 27  | 43   | 95   | -52   | 39   | 29.5%       |
| 34.  | Magisterio Rural de Sucre                          | 2     | 0     | 0        | 54   | 8   | 11  | 35  | 52   | 148  | -96   | 35   | 21.6%       |
| 35.  | 1.º de Mayo de Potosí                              | 2     | 0     | 0        | 53   | 5   | 14  | 34  | 48   | 135  | -87   | 29   | 18.2%       |
| 36.  | Wilstermann Cooperativas                           | 3     | 0     | 0        | 28   | 7   | 6   | 15  | 28   | 55   | -27   | 27   | 32.1%       |
| 37.  | Metalsán                                           | 2     | 0     | 0        | 38   | 7   | 3   | 28  | 32   | 91   | -49   | 24   | 21.1%       |
| 38.  | Universitario de Pando                             | 1     | 0     | 0        | 44   | 5   | 9   | 30  | 33   | 106  | -73   | 24   | 18.2%       |
| 39.  | Real Beni                                          | 1     | 0     | 0        | 30   | 6   | 5   | 19  | 18   | 65   | -47   | 23   | 25.6%       |
| 40.  | San Pedro de Cochabamba                            | 1     | 0     | 0        | 24   | 5   | 3   | 16  | 22   | 48   | -26   | 18   | 25.0%       |
| 41.  | Universitario del Beni                             | 1     | 0     | 0        | 14   | 5   | 1   | 8   | 28   | 33   | -5    | 16   | 38.1%       |
| 42.  | 20 de Agosto                                       | 2     | 0     | 0        | 40   | 4   | 4   | 32  | 45   | 147  | -102  | 16   | 13.3%       |

|  | En Primera División en el último torneo |

- Actualizado al 17 de diciembre del 2017

## Estadísticas

### Generales
| Temporada                             | Campeón                | Subcampeón             | Máximo goleador                                                                                        | Goles |
| ------------------------------------- | ---------------------- | ---------------------- | --- | ----- |
| 1977                                  | The Strongest          | Oriente Petrolero      | Jesús Reynaldo (Bolívar)                                                                               | 28    |
| 1978                                  | Bolívar                | Jorge Wilstermann      | Jesús Reynaldo (Bolívar)                                                                               | 39    |
| 1979                                  | Oriente Petrolero      | The Strongest          | Horacio Baldessari (Blooming)                                                                          | 31    |
| 1980                                  | Jorge Wilstermann      | The Strongest          | Juan Carlos Sánchez (Guabirá)                                                                          | 21    |
| 1981                                  | Jorge Wilstermann      | The Strongest          | Juan Carlos Sánchez (Blooming)                                                                         | 30    |
| 1982                                  | Bolívar                | Blooming               | Horacio Baldessari (Oriente Petrolero)                                                                 | 25    |
| 1983                                  | Bolívar                | Blooming               | Juan Carlos Sánchez (Blooming)                                                                         | 30    |
| 1984                                  | Blooming               | Oriente Petrolero      | Víctor Hugo Antelo (Oriente Petrolero)                                                                 | 38    |
| 1985                                  | Bolívar                | Jorge Wilstermann      | Víctor Hugo Antelo (Oriente Petrolero)                                                                 | 37    |
| 1986                                  | The Strongest          | Oriente Petrolero      | Jesús Reynaldo (The Strongest)                                                                         | 36    |
| 1987                                  | Bolívar                | Oriente Petrolero      | Fernando Salinas (Bolívar)                                                                             | 28    |
| 1988                                  | Bolívar                | The Strongest          | Fernando Salinas (Bolívar)                                                                             | 17    |
| 1989                                  | The Strongest          | Oriente Petrolero      | Víctor Hugo Antelo (Real Santa Cruz)                                                                   | 22    |
| 1990                                  | Oriente Petrolero      | Bolívar                | Juan Carlos Sánchez (San José)                                                                         | 20    |
| 1991                                  | Bolívar                | San José               | Sebastião Carlos da Silva (Oriente Petrolero) Jorge Hirano (Bolívar) Jason Rodrigues (Chaco Petrolero) | 19    |
| 1992                                  | Bolívar                | San José               | Guillermo Álvaro Peña (San José)                                                                       | 32    |
| 1993                                  | The Strongest          | Bolívar                | Víctor Hugo Antelo (San José)                                                                          | 20    |
| 1994                                  | Bolívar                | Jorge Wilstermann      | Óscar Omar González (Independiente Petrolero)                                                          | 23    |
| 1995                                  | San José               | Guabirá                | Juan Berthy Suárez (Guabirá)                                                                           | 29    |
| 1996                                  | Bolívar                | Oriente Petrolero      | Sérgio João (Stormers)                                                                                 | 17    |
| 1997                                  | Bolívar                | Oriente Petrolero      | Víctor Hugo Antelo (Blooming)                                                                          | 24    |
| 1998                                  | Blooming               | Jorge Wilstermann      | Víctor Hugo Antelo (Blooming)                                                                          | 31    |
| 1999                                  | Blooming               | The Strongest          | Víctor Hugo Antelo (Blooming)                                                                          | 31    |
| 2000                                  | Jorge Wilstermann      | Oriente Petrolero      | Daniel Delfino (The Strongest)                                                                         | 28    |
| 2001                                  | Oriente Petrolero      | Bolívar                | José Alfredo Castillo (Oriente Petrolero)                                                              | 42    |
| 2002                                  | Bolívar                | Oriente Petrolero      | Joaquín Botero (Bolívar)                                                                               | 49    |
| Formato de Torneo Apertura y Clausura |                        |                        | |       |
| Ap. 2003                              | The Strongest          | Bolívar                | Thiago Leitão (Jorge Wilstermann)                                                                      | 19    |
| Cl. 2003                              | The Strongest          | Jorge Wilstermann      | Miguel Mercado (Bolívar)                                                                               | 18    |
| Ap. 2004                              | Bolívar                | Aurora                 | José Martín Menacho (Real Potosí)                                                                      | 15    |
| Cl. 2004                              | The Strongest          | Oriente Petrolero      | Pablo Escobar (San José)                                                                               | 17    |
| TA. 2005                              | Bolívar                | The Strongest          | Rubén Darío Aguilera (San José)                                                                        | 21    |
| Ap. 2005                              | Blooming               | Bolívar                | Juan Matías Fischer (Bolívar)                                                                          | 16    |
| Cl. 2006                              | Club Bolívar           | Real Potosí            | Alfredo Jara (Real Potosí)                                                                             | 16    |
| ST. 2006                              | Jorge Wilstermann      | Real Potosí            | Alfredo Jara (Real Potosí)                                                                             | 19    |
| Ap. 2007                              | Real Potosí            | Bolívar                | Diego Cabrera (Aurora)                                                                                 | 14    |
| Cl. 2007                              | San José               | La Paz FC              | Juan Maraude (Real Mamoré)                                                                             | 16    |
| Ap. 2008                              | Universitario de Sucre | La Paz FC              | Anderson Gonzaga (Blooming)                                                                            | 17    |
| Cl. 2008                              | Aurora                 | Blooming               | Luis Hernán Sillero (Real Potosí)                                                                      | 17    |
| Ap. 2009                              | Bolívar                | Real Potosí            | William Ferreira (Bolívar)                                                                             | 16    |
| Cl. 2009                              | Blooming               | Bolívar                | William Ferreira (Bolívar)                                                                             | 9     |
| Ap. 2010                              | Jorge Wilstermann      | Oriente Petrolero      | Cristian Omar Díaz (San José)                                                                          | 18    |
| Cl. 2010                              | Oriente Petrolero      | Bolívar                | William Ferreira (Bolívar)                                                                             | 14    |
| Ad. 2011                              | Bolívar                | Real Potosí            | Juan Maraude (Real Mamoré)                                                                             | 19    |
| Ap. 2011                              | The Strongest          | Universitario de Sucre | William Ferreira (Bolívar)                                                                             | 16    |
| Cl. 2012                              | The Strongest          | San José               | Carlos Saucedo (San José)                                                                              | 17    |
| Ap. 2012                              | The Strongest          | San José               | Carlos Saucedo (San José)                                                                              | 23    |
| Cl. 2013                              | Bolívar                | Oriente Petrolero      | William Ferreira (Bolívar) Eduardo Fierro (Universitario de Sucre)                                     | 17    |
| Ap. 2013                              | The Strongest          | Bolívar                | Carlos Saucedo (San José) Marcelo Gomes (San José)                                                     | 16    |
| Cl. 2014                              | Universitario de Sucre | San José               | Carlos Neumann (San José)                                                                              | 18    |
| Ap. 2014                              | Bolívar                | Oriente Petrolero      | Juanmi Callejón (Bolívar)                                                                              | 15    |
| Cl. 2015                              | Bolívar                | The Strongest          | Martín Palavicini (Universitario de Sucre)                                                             | 13    |
| Ap. 2015                              | Sport Boys             | Bolívar                | Martín Palavicini (Universitario de Sucre)                                                             | 19    |
| Cl. 2016                              | Jorge Wilstermann      | The Strongest          | Juan Vogliotti (Ciclón)                                                                                | 12    |
| Ap. 2016                              | The Strongest          | Bolívar                | Juanmi Callejón (Bolívar)                                                                              | 16    |
| Ap. 2017                              | Bolívar                | The Strongest          | Carlos Saucedo (Guabirá)                                                                               | 17    |
| Cl. 2017                              | Bolívar                | The Strongest          | Gilbert Álvarez (Jorge Wilstermann)                                                                    | 15    |

### Títulos por club (1977 - 2017)
| Club                   | Campeonatos | Subcampeonatos | Años de los campeonatos |
| ---------------------- | ----------- | -------------- | --- |
| Bolívar                | 22          | 11             | 1978, 1982, 1983, 1985, 1987, 1988, 1991, 1992, 1994, 1996, 1997, 2002, 2004-A, 2005-Ad., 2006-C, 2009-A, 2011-Ad., 2013-C, 2014-A, 2015-C, 2017-A, 2017-C. |
| The Strongest          | 12          | 12             | 1977, 1986, 1989, 1993, 2003-A, 2003-C, 2004-C, 2011-A, 2012-C, 2012-A, 2013-A, 2016-A.                                                                     |
| Jorge Wilstermann      | 6           | 5              | 1980, 1981, 2000, 2006-ST, 2010-A, 2016-C. |
| Blooming               | 5           | 3              | 1984, 1998, 1999, 2005-A, 2009-C. |
| Oriente Petrolero      | 4           | 12             | 1979, 1990 , 2001 , 2010-C. |
| San José               | 2           | 5              | 1995, 2007-C. |
| Universitario de Sucre | 2           | 1              | 2008-A, 2014-C. |
| Real Potosí            | 1           | 4              | 2007-A. |
| Aurora                 | 1           | 1              | 2008-C. |
| Sport Boys             | 1           | 0              | 2015-A. |
|                        |             |                | |

### Goleadores históricos
| #   | Nombre                  | Años activo | Goles |
| --- | ----------------------- | ----------- | ----- |
| 1.  | Víctor Hugo Antelo      | 1983–2000   | 350   |
| 3.  | Juan Carlos Sánchez     | 1979–1992   | 263   |
| 4.  | José Alfredo Castillo   | 2000–2019   | 222   |
| 5.  | Pablo Escobar           | 2004–2017   | 208   |
| 6.  | Luis Fernando Salinas   | 1980–1993   | 201   |
| 7.  | Jesús Reynaldo          | 1977–1993   | 197   |
| 8.  | Carlos Saucedo          | 2006–2019   | 193   |
| 9.  | Limberg Gutiérrez       | 1997–2016   | 177   |
| 10. | Raúl Horacio Baldessari | 1978–1988   | 167   |
| 11. | Joaquín Botero          | 1997–2015   | 160   |
| 12. | William Ferreira        | 2009–2019   | 157   |
| 13. | Alfredo Jara            | 1998–2009   | 153   |
| 14. | Augusto Andaveris       | 1997–2019   | 151   |
| 15. | Edú Monteiro            | 1995–2007   | 140   |
| 16. | Juan Berthy Suárez      | 1990–2003   | 140   |
| 17. | Edmundo Silvio Rojas    | 1977–1992   | 140   |
| 18. | William Ramallo         | 1982–1999   | 138   |
| 19. | Erwin Romero            | 1977–1992   | 134   |
| 20. | Arturo García           | 1983–1999   | 130   |

#### Jugadores con más títulos de goleo
| Jugador             | N.º de veces |
| ------------------- | ------------ |
| Víctor Hugo Antelo  | 8            |
| William Ferreira    | 5            |
| Carlos Saucedo      | 4            |
| Juan Carlos Sánchez | 4            |
| Jesús Reynaldo      | 3            |

#### Goleadores del torneo Playoff
Actualizado 3 de julio de 2018.
| Pos. | Nombre           | Club     | Goles   | Torneo                  |
| ---- | ---------------- | -------- | ------- | ----------------------- |
| 1.   | Alex Da Rosa     | San José | 6 goles | Playoffs 2008           |
| 2.   | Anderson Gonzaga | Bolívar  | 6 goles | Playoffs 2009           |
| 3.   | William Ferreira | Bolívar  | 8 goles | Torneo de Invierno 2010 |

## Información adicional y récords

### Equipos
- Con un total de 22, Bolívar es el equipo con más títulos en la Liga del Fútbol Profesional Boliviano (LFPB).
- Con más de 1500 presentaciones, Bolívar es el club con más partidos jugados en la historia de la LPFB.[7]
- Con un total de 13, Oriente Petrolero es el equipo con más subtítulos en la Liga del Fútbol Profesional Boliviano (LFPB).
- Jorge Wilstermann de 1980, es el equipo con el mejor porcentaje de puntos en un torneo, al obtener el 88% de todos los puntos en la Temporada 1980.
- Petrolero de Cochabamba tiene el mayor invicto de partidos de la LFPB con 21 partidos en la Temporada de 1980; Bolívar y The Strongest también obtuvieron ese récord en la Temporada de 1992 y el Torneo Apertura 2016 respectivamente, ambos con un partido extra al torneo.